# Arts sacrés
 (mai 2008).
Si vous disposez d'ouvrages ou d'articles de référence ou si vous connaissez des sites web de qualité traitant du thème abordé ici, merci de compléter l'article en donnant les références utiles à sa vérifiabilité et en les liant à la section « Notes et références ».
Dans son sens premier (et au singulier), "art sacré" signifie simplement l'art servant dans un contexte religieux (voir Art sacré).
Les arts sacrés (au pluriel) désignent les techniques mystiques employées dans le domaine ésotérique. Ce sont des "techniques" (= art) initiatiques qui permettraient de communiquer avec le divin (=sacré).
Il s'agit typiquement de pratiques ésotériques ou magiques.

## Histoire
Dans l'antiquité, les arts sacrés se composaient de toutes sortes de Théurgies et de pratiques associées de Divination, axées sur la problématique générale de communiquer avec (et participer à) une essence divine.
Ce type d'approche se retrouve un peu partout dans l'histoire ancienne: taoïsme, chamanisme, etc.
L'ésotérisme occidental considère que ces pratiques sont héritées de l'Égypte ancienne et la Chaldée, dont les prêtres étaient les Mages au sens traditionnel du terme.
Le "père fondateur" de ces disciplines est la figure mythologique de Hermès Trismégiste.

## Contenu
L'ensemble recouvre une certaine vision "magique" du monde, mais surtout des pratiques de type mystiques assez extrêmes (et le plus souvent dangereuses pour la santé psychologique du pratiquant).
L'Hermétisme est le point d'entrée traditionnel de l'ésotérisme appliqué. On y trouve beaucoup de disciplines et de courants, l'Alchimie est le plus neutre et probablement la plus "moderne" de ses rejetons, de même que la Kabbale.
Les courants modernes de magie s'inspirent largement de ces approches et de ces techniques. Les versions "modernes" en sont multiples mais s'inspirent généralement de la golden Dawn.